# Dodge Dart (1958)
Dodge Dart – samochód osobowy klasy średniej wyższej produkowany pod amerykańską marką Dodge w latach 1959–1976.

## Pierwsza generacja

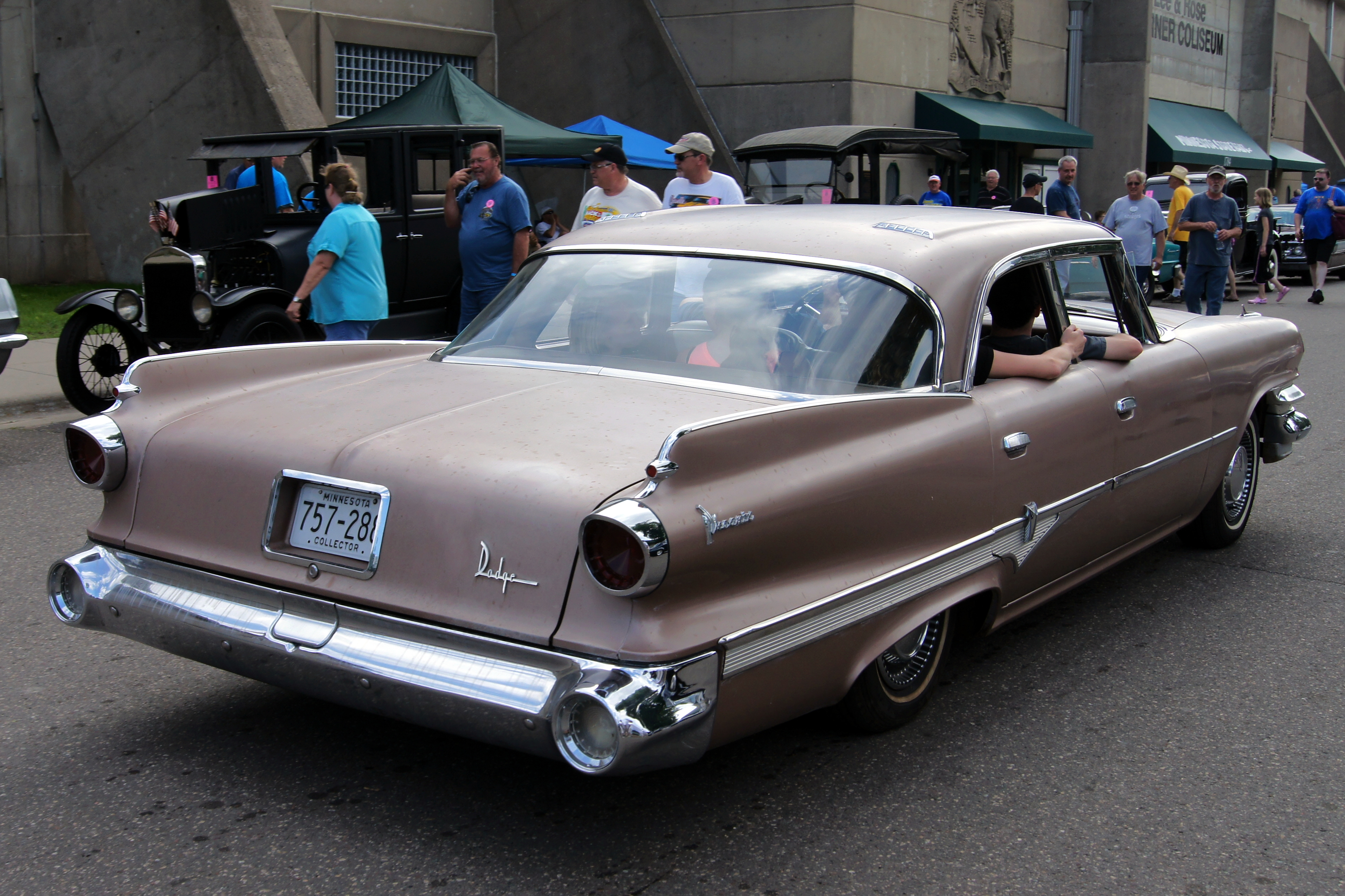
Dodge Dart I - tył

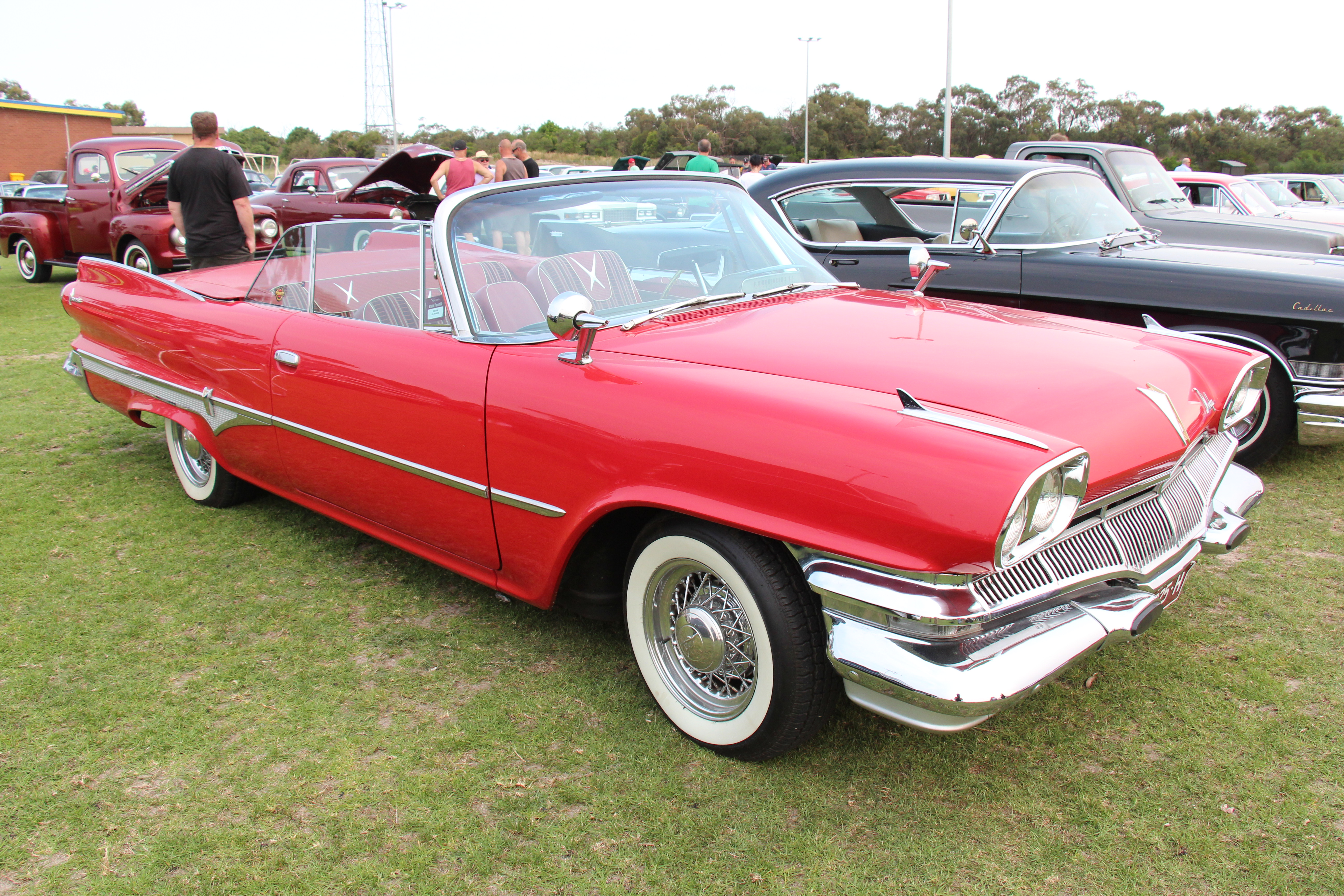
Dodge Dart I Cabriolet

Dodge Dart I został zaprezentowany po raz pierwszy w 1959 roku, na 1960 rok modelowy.
Pierwsza generacja Dodge'a Darta została oparta na platformie innego modelu zbudowanego w ramach koncernu Chrysler – Plymoutha Fury. Samochód wyróżniał się typową dla produktów Dodge z przełomu lat 50. i 60. XX wieku awangardową stylistyką, z bogato zdobioną sylwetką nadwozia i dużą, chromowaną atrapą chłodnicy. Ponadto Darta I charakteryzowały strzeliste błotniki, a także wyodrębnione w bryle nadwozia klosze reflektorów. Samochód pełnił funkcję tańszej alternatywy dla innych dużych modeli Dodge.

### Silniki
- L6 3.7l Slant-6
- V8 5.2l
- V8 5.9l
- V8 6.3l

## Druga generacja

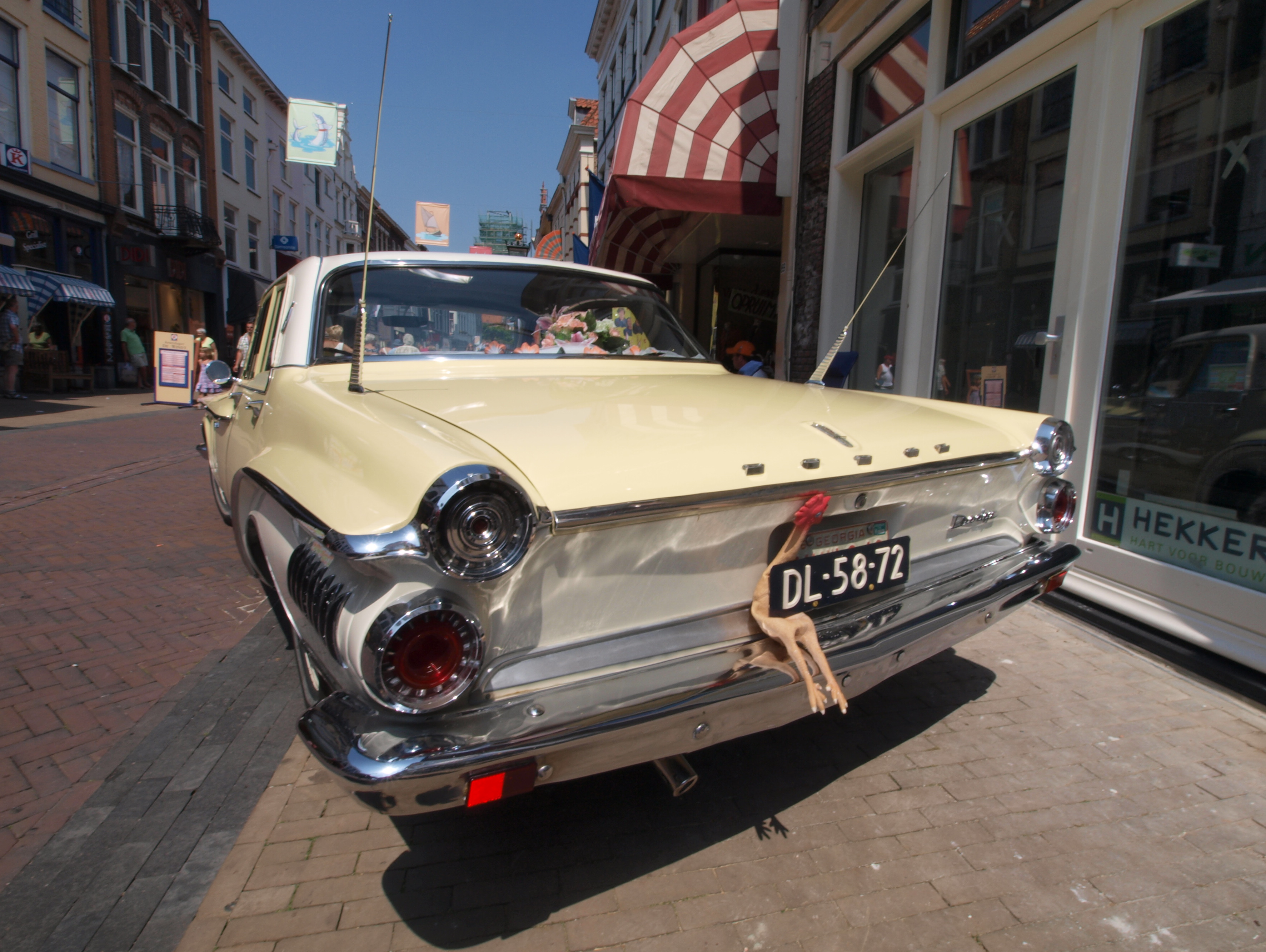
Dodge Dart II - tył

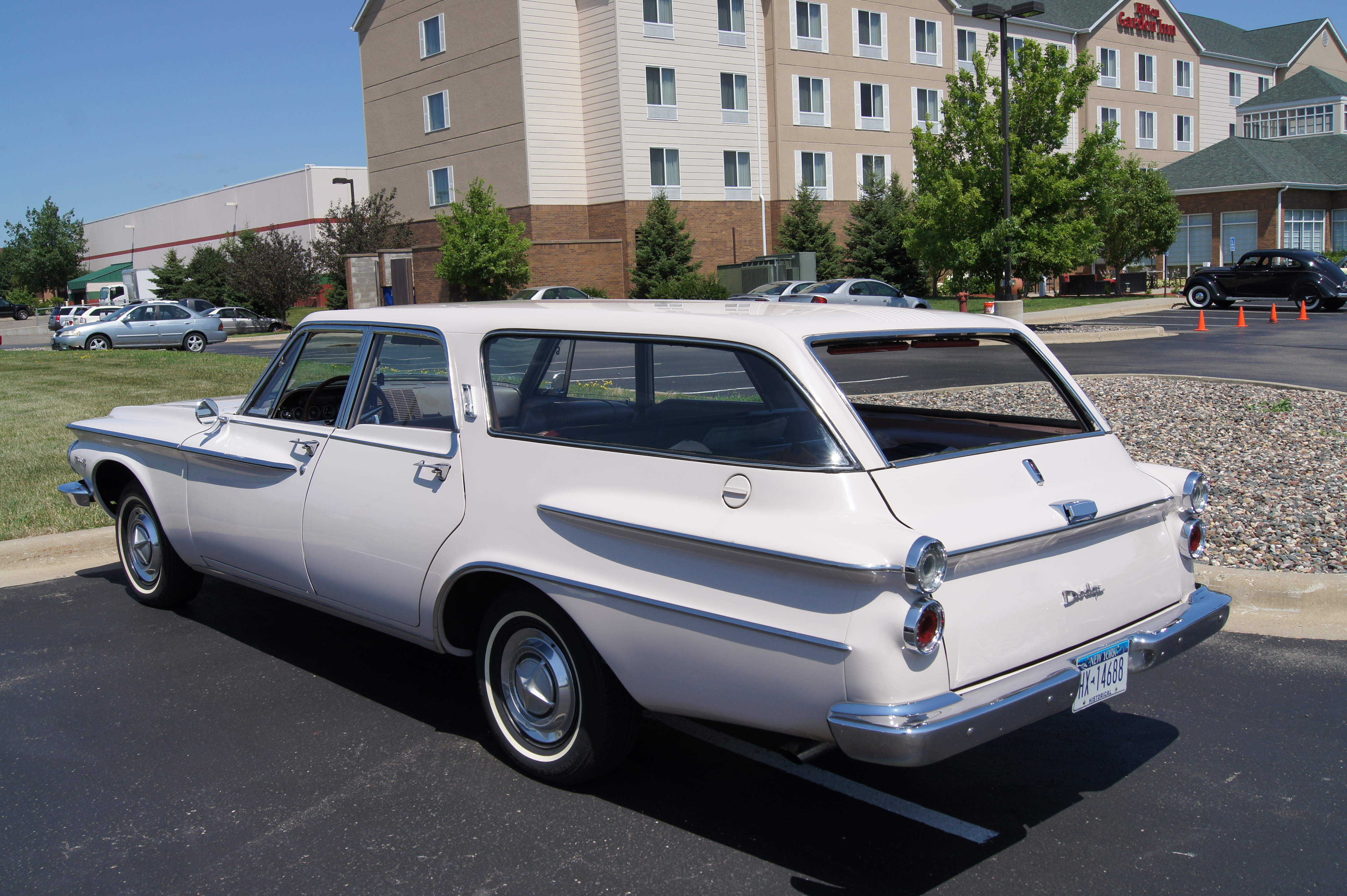
Dodge Dart II Kombi

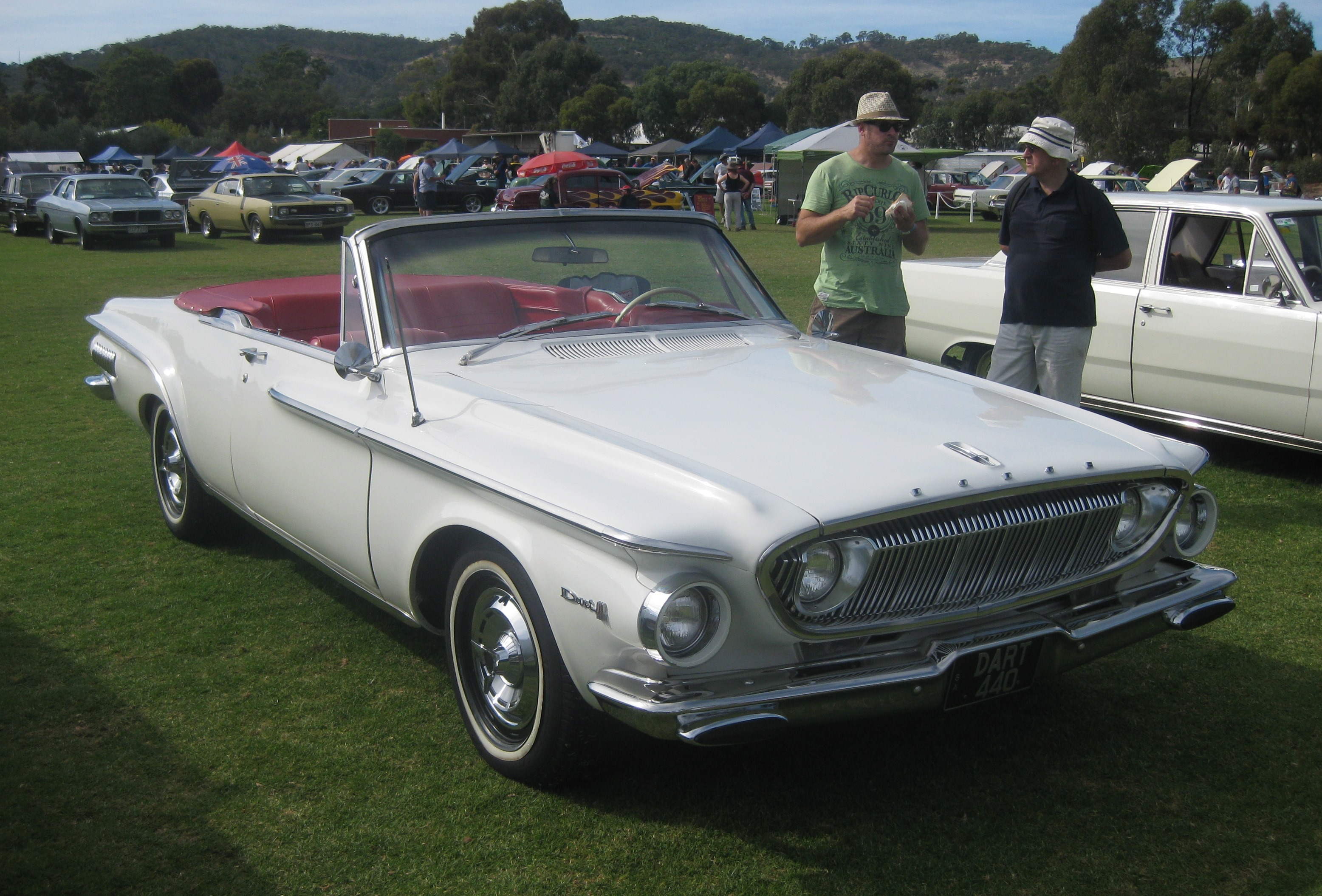
Dodge Dart 440

Dodge Dart II został zaprezentowany po raz pierwszy w 1961 roku, na 1962 rok modelowy.
W porównaniu do poprzednika, druga generacja Darta została zbudowana według zupełnie nowej koncepcji. Samochód dzielił platformę z pokrewnymi konstrukcjami zbudowanymi w ramach koncernu Chrysler, jak Plymouth Valiant, Chrysler Valiant czy tańszy, pokrewny model Dodge Lancer. Charakterystycznym elementem stylistyki stały się okrągłe, szeroko rozstawione reflektory, a także wyraźnie zaznaczone przetłoczenia biegnące przez całą długość błotników aż do drzwi pierwszego rzędu siedzeń. Pas przedni dominowała duża, owalna atrapa chłodnicy, która w zależności od wersji wyposażeniowej wypełniona była wyłącznie wlotem powietrza lub także dodatkowymi elementami oświetlenia.
W 1962 roku modelowym rozstaw osi samochodu zmniejszono do 116 cali (294 cm) i faktycznie stał się samochodem średniej wielkości. Produkowano je w kilku wersjach wykończenia i wyposażenia: bazowej Dart, wyższej Dart 330 i najlepszej Dart 440.

### Dart 440
Luksusowy i zarazem najdroższy wariant Dodge'a Darta drugiej generacji oferowany był pod nazwą Dodge Dart 440. Wyróżniał się on bogatszym wyposażeniem i większą ilością chromowanych ozdobników. Topowa odmiana dostępna była w różnych wariantach nadwozia.

### Silniki
- L6 3.7l Slant-6
- V8 5.2l
- V8 5.9l
- V8 6.8l

## Trzecia generacja

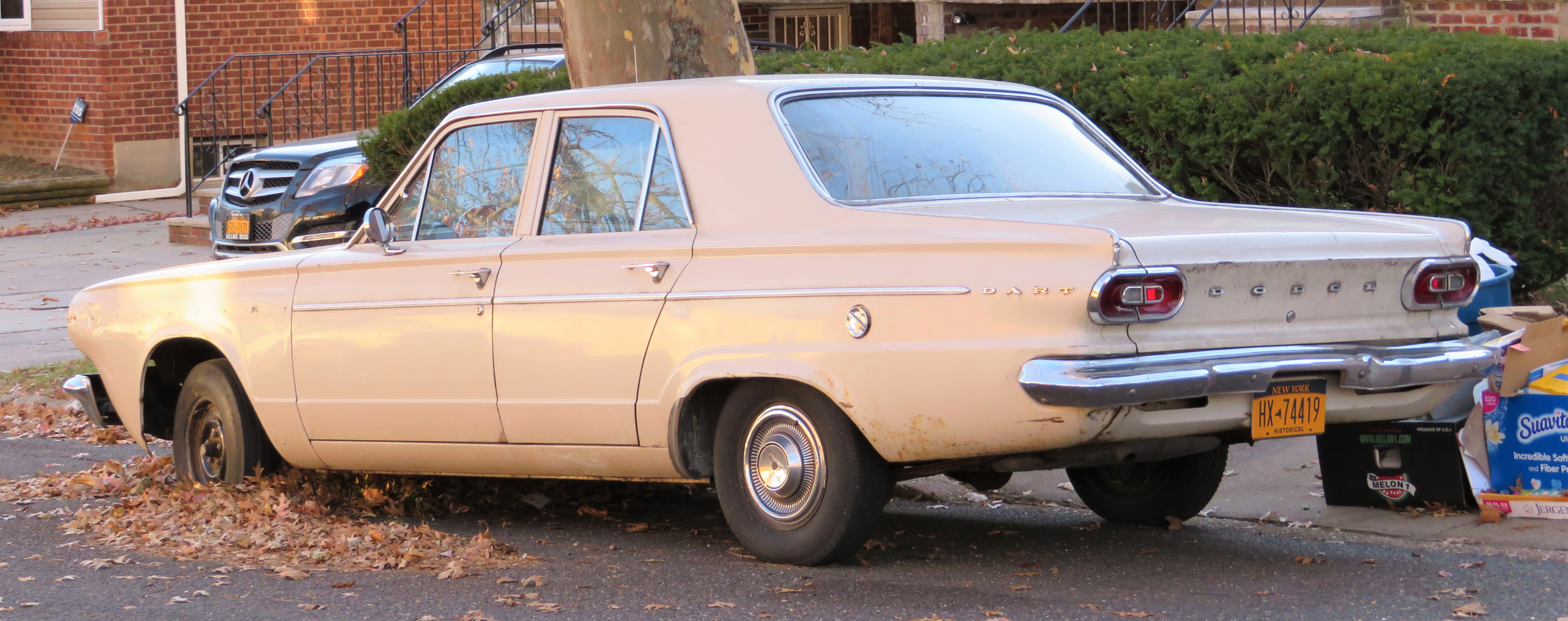
Dodge Dart III - tył

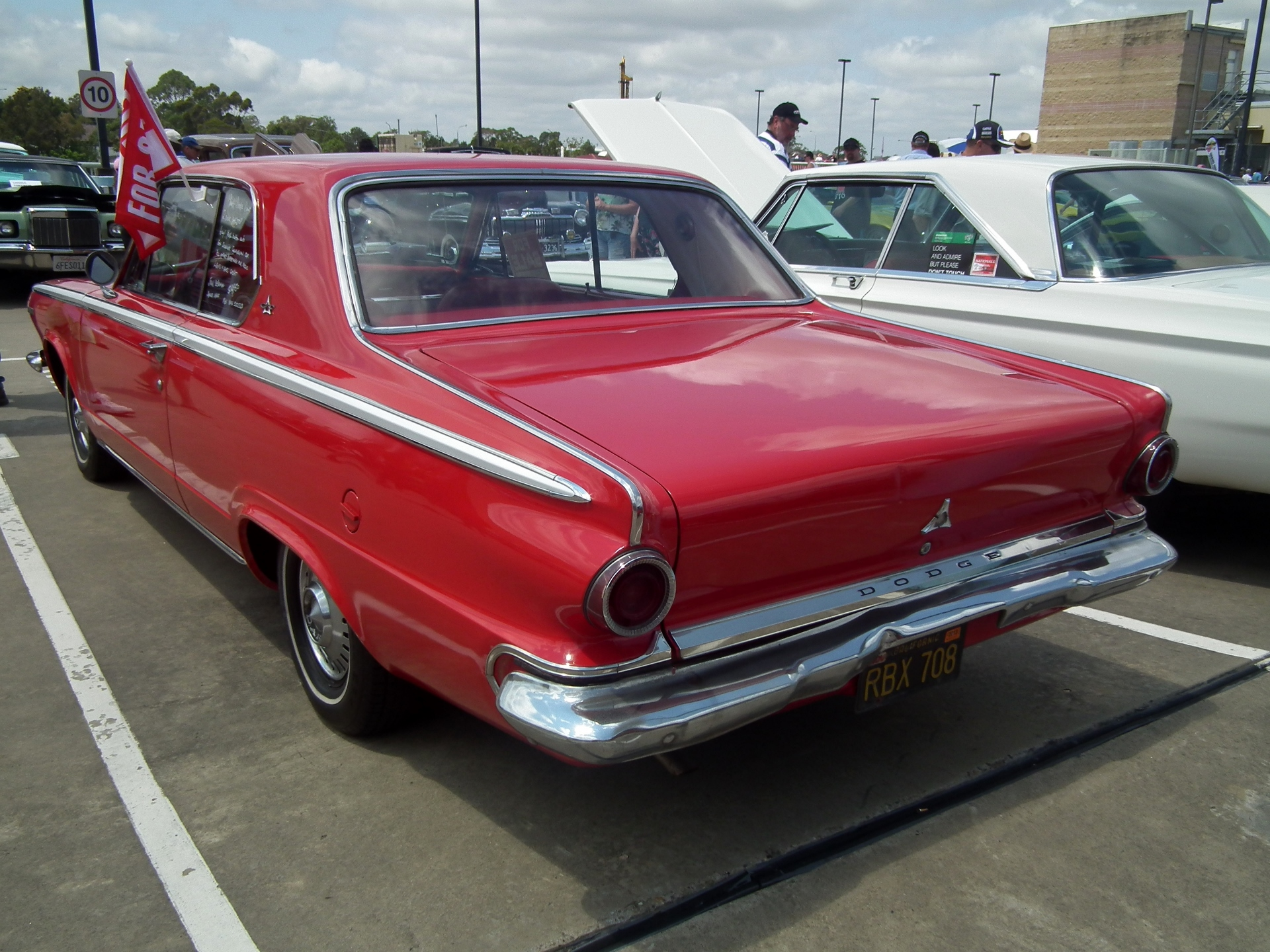
Dodge Dart III Coupe

Dodge Dart III został zaprezentowany po raz pierwszy w 1962 roku, na 1963 rok modelowy.
Trzecia generacja Darta przeszła istotną metamorfozę, zyskując bardziej stonowany i mniej nieszablonowy wygląd. Proporcje nadwozia stały się bardziej zwarte, zmniejszono wymiary i wygładzono linie błotników. Charakterystycznym elementem stały się duże, okrągłe reflektory z chromowanymi obwódkami, a także chromowana, podłużna atrapa chłodnicy.
Model Dart przepozycjonowano jako samochód amerykańskiej klasy kompaktowej (compact), zastępujący Dodge Lancer. Rozstaw osi ponownie zmniejszono do 111 cali (282 cm) oraz 106 cali (269 cm) w przypadku kombi. Produkowano wersje wyposażenia: Dart 170, Dart 270 oraz sportową Dart GT. Poprzednie linie Dart 330 i 440 stały się natomiast osobnymi modelami pełnowymiarowymi Dodge 330 i Dodge 440.
Jako jeden z pierwszych samochodów Dodge'a, Dart trzeciej generacji był samochodem światowym. Poza Ameryką Północną, samochód produkowano i wytwarzano także w krajach Ameryki Południowej, a także w Europie – w hiszpańskich zakładach Barreiros.

### Silniki
- L6 2.8l Slant-6
- L6 3.7l Slant-6
- V8 4.5l

### Dane techniczne
- V8 5,1 l (5130 cm³), 2 zawory na cylinder, OHV
- Układ zasilania: gaźnik
- Średnica cylindra × skok tłoka: 98,60 mm × 84,10 mm
- Stopień sprężania: 9,0:1
- Moc maksymalna: 264 KM (186 kW) przy 4400 obr./min
- Maksymalny moment obrotowy: 461 N•m przy 2800 obr./min

## Czwarta generacja

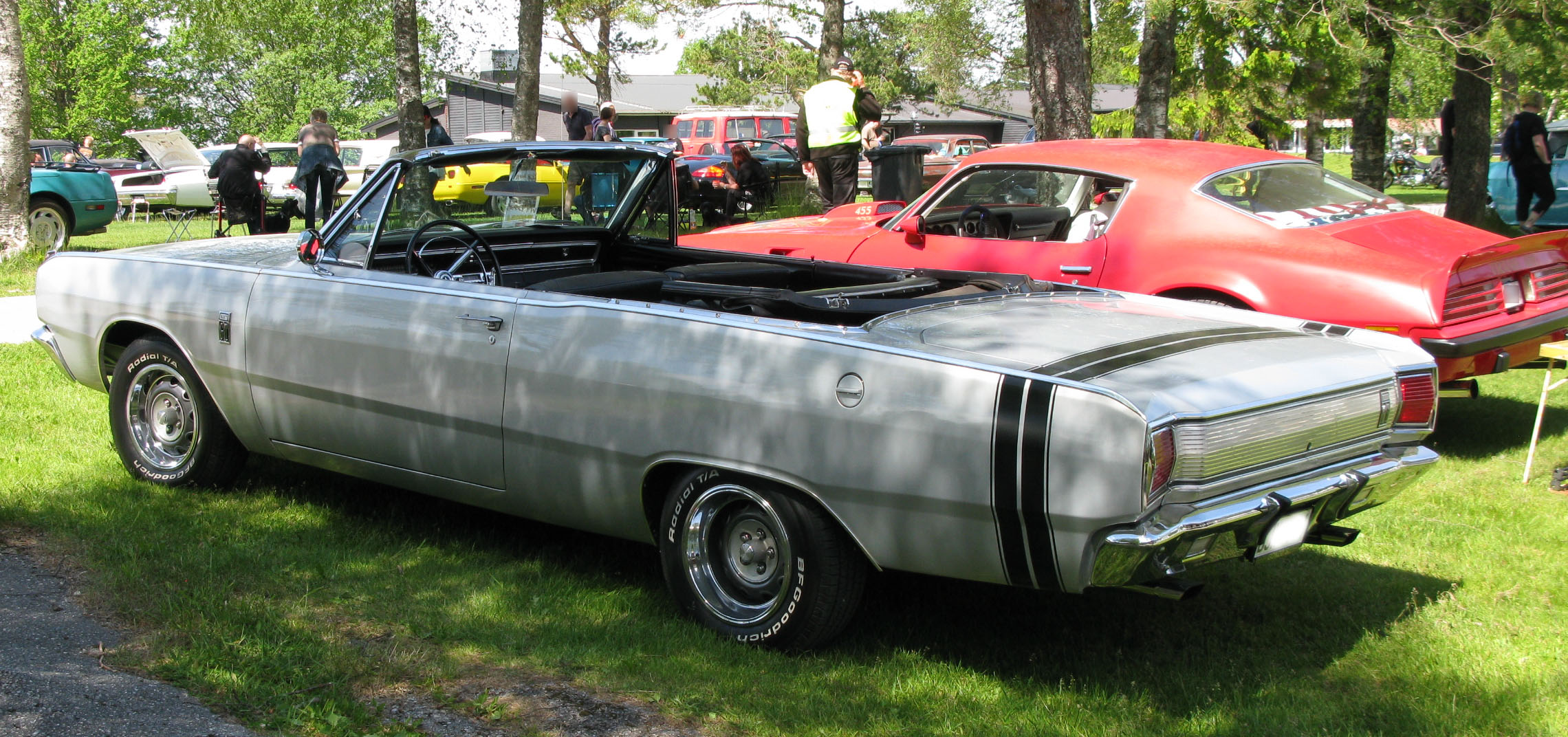
Dodge Dart IV - tył

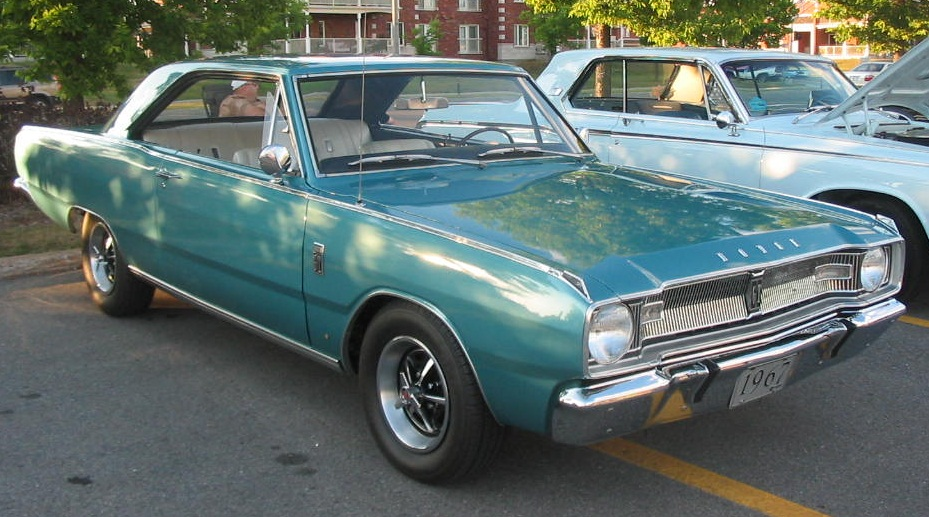
Dodge Dart IV Coupe

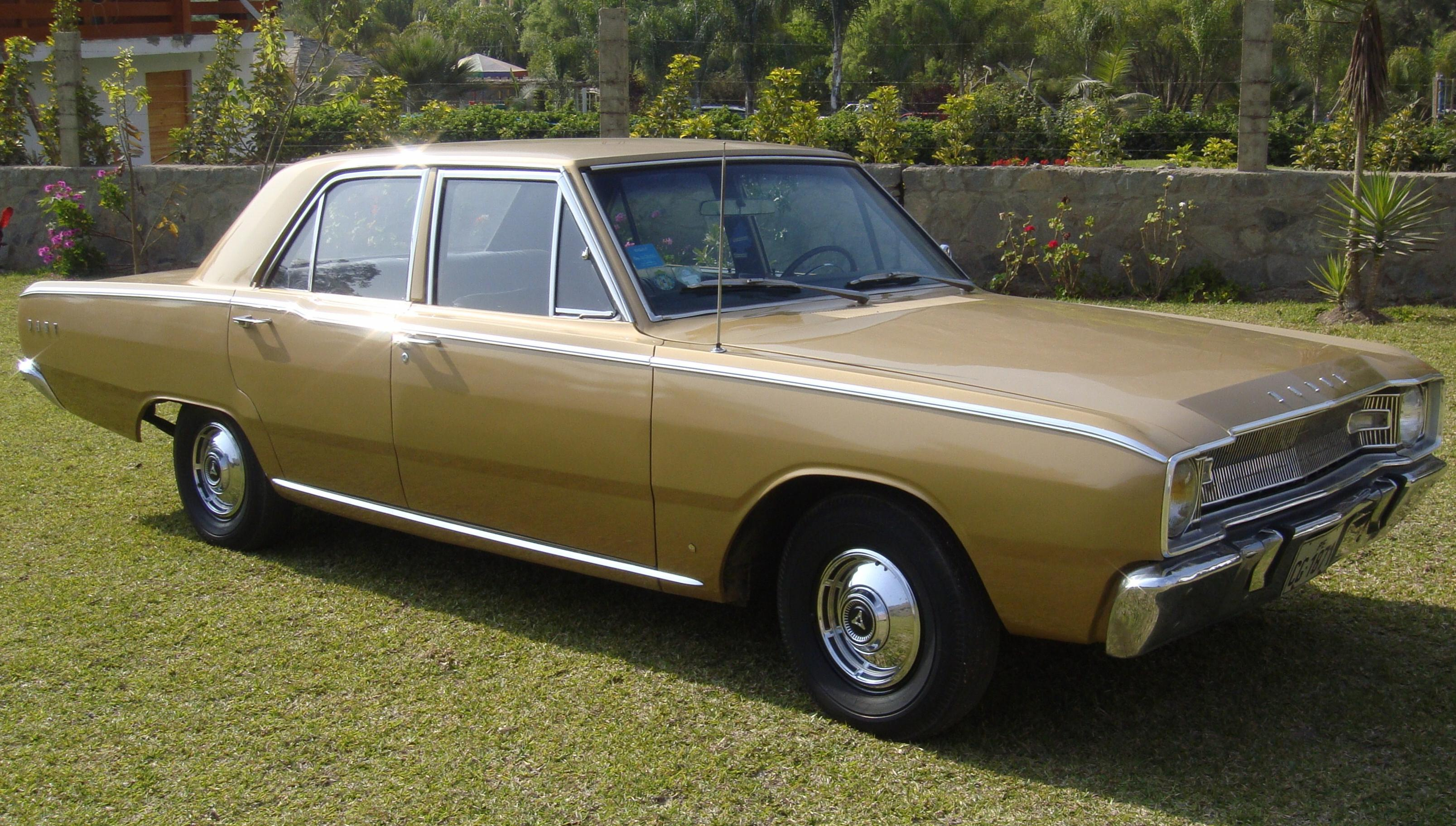
Dodge Dart IV Sedan

Dodge Dart IV został zaprezentowany po raz pierwszy w 1966 roku.
Czwarta i zarazem ostatnia oraz najdłużej produkowana generacja modelu Dart przeszła ewolucyjny kierunek zmian. Nadwozie stało się nieznacznie większe i przestronniejsze, a wygląd w jeszcze większym stopniu ukierunkowano w stronę kanciastych proporcji. Reflektory zyskały kwadratowe zabudowanie, a pas przedni duże wybrzuszenie z marką modelu. Charakterystycznym elementem tylnej części nadwozia stał się wysoko zabudowany chromowany zderzak, który skrywał poczwórne kwadratowe klosze tylnych lamp.
Produkcję zakończono w 1976 roku, a następcą został nowy model Aspen.

### Silniki
- L6 2.8l Slant-6
- L6 3.2l Slant-6
- L6 3.7l Slant-6
- V8 4.5l LA
- V8 5.2l LA
- V8 5.6l LA
- V8 5.9l LA
- V8 6.3l RB
- V8 7.0l Hemi

### Dane techniczne
- V8 7,0 l (6981 cm³), 2 zawory na cylinder, OHV
- Układ zasilania: dwa gaźniki
- Średnica cylindra × skok tłoka: 108,00 mm × 95,25 mm
- Stopień sprężania: 10,25:1
- Moc maksymalna: 431 KM (317 kW) przy 5600 obr./min
- Maksymalny moment obrotowy: b/d